# Didier Goupil
 (mars 2021).
Si vous disposez d'ouvrages ou d'articles de référence ou si vous connaissez des sites web de qualité traitant du thème abordé ici, merci de compléter l'article en donnant les références utiles à sa vérifiabilité et en les liant à la section « Notes et références ».
Didier Goupil, né le 15 avril 1963 à Paris, est un auteur, enseignant, dramaturge et scénariste français vivant à Toulouse.

## Parcours littéraire
Le Jour de mon retour sur terre, l'un des premiers ouvrages consacrés aux attentats du 11 septembre 2001, s'est retrouvé en une du Monde des livres et a fait l'objet d'articles, entre autres, dans The New York Times, Le Point, Le Nouvel Observateur et L'Humanité.
En 2022, il écrit pour le théâtre Viva Frida, pièce adaptée des Lettres de Frida Kahlo, et interprétée par la comédienne Claire Nebout.

## Œuvres

### Récits et nouvelles
- Maleterre et autres nouvelles (Éditions Alfil, 1995) Prix Thyde-Monnier de la Société des gens de lettres et prix mondial Cino-Del-Duca.
- Absent pour le moment, nouvelles (Trabucaire, 1997)
- La Mie des livres (Le Castor Astral, 1997)
- Anthologie de nouvelles contemporaines (Hatier, 1997)
- Femme du monde (éditions Balland, 2001 ; rééd. Le Serpent à Plumes, 2003) France Culture a produit une version radiophonique de Femme du monde, inspirée du roman Madame, qui a été présentée au festival d'Avignon, en 2005, par des comédiens du Théâtre Mantois.
- Le Jour de mon retour sur terre (Le Serpent à Plumes, 2003)
- La Lettre à Anna (éditions Fayard, 2005)
- Maleterre, récits (Le Serpent à Plumes, 2005)
- Castro est mort ! (éditions du Rocher, 2007)
- Cellule K (éditions du Rocher, 2007)
- Les Tiroirs de Visconti (Naïve, 2013)
- Journal d'un caméléon (Le Serpent à Plumes, 2015)
- Traverser la Seine (Le Serpent à Plumes, 2016)
- Brûler le Louvre (Zinédi, coll. « Textures », 2019)

#### Traductions
- La première traduction de Femme du monde est sortie en 2008 aux éditions Haymon sous le titre Endstation Ritz  (ISBN 978-3-85218-550-7).
- La première traduction de Castro est mort est parue en 2009 aux éditions Haymon sous le titre Castro ist tot!  (ISBN 978-3-85218-584-2).

### Cinéma
- 1994 : Un certain goût d'herbe fraîche court métrage de Fabienne Godet — scénario

### Théâtre
- 2022 : Viva Frida